# Деларе, Антония
Антония Деларе (нидерл. Antonia Delaere; родилась 1 августа 1994 года в Антверпене, Бельгия) — бельгийская профессиональная баскетболистка, выступающая в амплуа атакующего защитника и лёгкого форварда.
В составе национальной сборной Бельгии выиграла бронзовые медали чемпионата Европы 2017 года в Чехии и 2021 года в Испании и Франции. Помимо этого принимала участие в Олимпийских играх 2020 года в Токио и в Олимпийских играх 2024 года в Париже, на чемпионатах мира 2018 года в Испании и 2022 года в Австралии и чемпионате Европы 2019 года в Сербии и Латвии.

## Клубная
Антония начинала карьеру в 2010 году в бельгийском клубе «Лотто Янг Кэтс», который славится в Бельгии работой с молодёжью. Антония также прогрессировала от сезона к сезону, однако в мае 2013 года получила травму - разрыв крестообразных связок колена. В сезоне после травмы 2013/14 статистика игрока несколько сократилась. Вместе с другими лидерами сборной Бельгии приняла приглашение клуба «Сент-Аман» и начала выступать в чемпионате Франции.
После трёх сезонов в «Касторс Брен» (статистика в чемпионате составляла 8,6 очка и 3,3 передачи, а также 5,9 очка и 2,7 передачи в среднем за матч в Евролиге в сезоне 2018/19) Антония перешла в «Нант».

## Международная
Принимала участие в женском Евробаскете 2017 года, где с командой Бельгии стала бронзовым призёром.